# Klaas Toxopeus

Klaas Toxopeus tijdens de boekenweek van 1953

Klaas Toxopeus (Farmsum, 20 juli 1904 – Delfzijl, 19 december 1981) was stuurman en schipper op de reddingboten van de Koninklijke Noord- en Zuid-Hollandsche Reddingmaatschappij (KNZHRM), een van de voorgangers van de KNRM.
Toxopeus was een zoon van Jannes Toxopeus (1859-1934) en Everdina Kielema (1863-1942). Zijn achttien jaar oudere broer Mees Toxopeus was eveneens schipper van de KNZHRM, evenals diens zoon Jannes Toxopeus.

## Carrière
Toxopeus leerde van jongs af aan het Waddengebied goed kennen, eerst op de zeiltjalk van zijn vader en later als vissersknecht bij zijn oom Ipe Zwart (1857-1918) in Zoutkamp. Op 22-jarige leeftijd werd hij aangesteld als stuurman van de reddingboot Hilda op het station Rottumeroog. In 1930 werd hij stuurman op de reddingboot Insulinde, waarop zijn broer Mees schipper was. Dit schip was gestationeerd in het Noord-Friese Oostmahorn. Op 31 oktober 1950 volgde hij zijn broer als schipper op, en bleef dit totdat de boot in 1964 uit dienst werd genomen. Op 31 juli 1964 ging hij met pensioen.
In 1930 trouwde Toxopeus met Hillegiena Luchtenberg. Het echtpaar ging wonen in Oostmahorn en kreeg twee dochters. Naast zijn functie als stuurman en schipper, beide in vaste loondienst van de reddingmaatschappij, exploiteerde hij met zijn vrouw een café op de zeedijk van Oostmahorn.
Toxopeus maakte in zijn totale loopbaan 270 tochten met een reddingboot, waarbij 315 personen behouden aan de wal konden worden gezet. Hij ontving vele onderscheidingen uit binnen- en buitenland, waaronder de zilveren eremedaille verbonden aan de Orde van Oranje-Nassau (1955) en de zilveren medaille eerste klas in de Orde van de Witte Roos van Finland.
Aan reddingen werd in de jaren dertig veel aandacht besteed in de pers. Dat kwam de reddingmaatschappij goed uit, omdat deze afhankelijk was van particuliere giften. Regelmatig werden redders in het zonnetje gezet of publiciteitsacties opgezet. In de jaren vijftig en zestig speelde Toxopeus hierin een belangrijke rol. Hij was een goed verteller en zijn vertelkunst raakte bij steeds meer mensen bekend. Hij werd gevraagd voor lezingen, aanvankelijk in de directe omgeving, later in het hele land. Dit resulteerde weer in uitnodigingen voor radioprogramma's.

## Boeken
De populariteit van zijn lezingen en radiopraatjes bleef niet onopgemerkt, en uitgeverij Het Wereldvenster uit Baarn vroeg hem zijn herinneringen op schrift te stellen. Hij werd daarin bijgestaan door Age Scheffer, journalist bij het Vrije Volk, die als schipperszoon de achtergrond en heroïek van de verhalen goed aanvoelde en geheel in de tijdgeest van de wederopbouw uit de jaren vijftig vormgaf. Kort na elkaar verschenen drie boeken:
- 1952 - Vliegende storm
- 1953 - Woest water. Herinneringen van een Nederlands zeeman
- 1955 - Stormnacht. Avonturen aan de Nederlandse kust

De boeken werden regelmatig herdrukt en in 1956 gebundeld tot een omnibus onder de titel De Memoires van de schipper van de reddingboot 'Insulinde, die nog in 1974 onder de titel Herinneringen van Klaas Toxopeus een 9e druk beleefde. Van Vliegende storm verscheen in 1954 in New York een Engelse vertaling onder de titel Flying storm. Adventures of the skipper of a rescue boat off the stormy coast of Holland. Een Duitse vertaling verscheen in 1955 onder de titel Harte Männer, harte See. Het boek werd in 1964 nog herdrukt in een jubileumuitgave ter gelegenheid van het afscheid van Toxopeus van de KNZHRM met levensbeschrijving door Age Scheffer. In 1958 publiceerde Toxopeus ook nog De Eilander. Roman van de lokkende zee.
- International Standard Name Identifier: 0000 0003 9734 1647
- Nederlandse Thesaurus van Auteursnamen: 069334102
- Virtual International Authority File: 306160541
- WorldCat: E39PBJkTdRg9K8RymJYRRtMkjC